# Kasteel Drottningskär
Met de bouw van het Kasteel Drottningskär (Zweeds: Drottningskärs kastell) werd in 1680 een aanvang gemaakt. Het moest de belangrijke vaarweg naar de nieuwe marinebasis in Karlskrona beschermen. Aan de andere kant van de vaarweg werd nog een groter fort gebouwd.
Het kasteel bij de plaats Drottningskär was een ontwerp van de militaire ingenieur Erik Dahlberg. Het hoofdgebouw telt drie verdiepingen en is gemaakt van grijs natuursteen. Het wordt omringd door vier bastions vernoemd naar de Zweedse koninginnen: Maria, Hedvig, Ulrica en Christina. De gebouwen waren bestemd voor het personeel dat de kanonnen moest bedienen en de opslag van buskruit. De binnenplaats is omgeven door een dijk met uitzicht op de zee. In de dijk zijn extra kamers gemaakt voor de officieren en manschappen. Rond 1720 werd op de binnenplaats een houten huis gebouwd voor de commandant.
In de 300-jarige geschiedenis van het fort is er geen enkel schot gelost tegen een vijand.
De citadel is goed bewaard gebleven en geeft een goed beeld van een zeventiende-eeuws fort. Zij is geopend voor publiek.

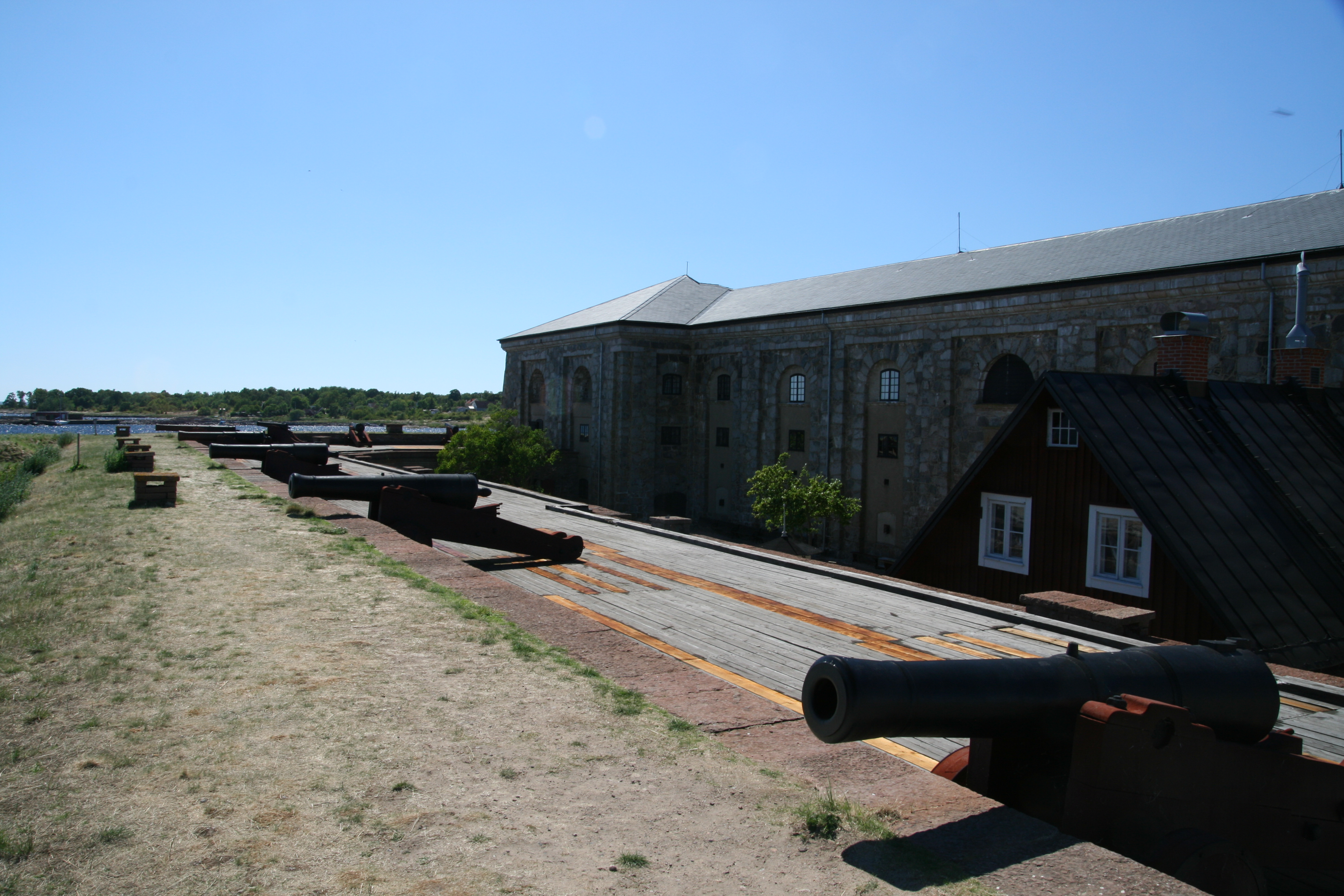
De kanonnen naar de zee gericht